# Willi Oberbeck
Willi Oberbeck (Hagen, 21 de febrer de 1910 - 9 de juliol de 1979) va ser un ciclista alemany que fou professional entre 1937 i 1942. El seu èxit esportiu més destacat l'aconseguí al Tour de França de 1938, on guanyà una etapa que li serví per vestir el mallot groc de líder durant una etapa.

## Palmarès
- 1938
  - Vencedor d'una etapa a la Volta a Alemanya
  - Vencedor d'una etapa al Tour de França

### Resultats al Tour de França
- 1937. Abandona (5a etapa)
- 1938. Abandona (8a etapa). Vencedor d'una etapa. Porta el mallot groc durant 1 etapa